# Skeleton vid olympiska vinterspelen 2002
Skeleton återvände som olympisk sport för första gången på 54 år. Både damer och herrar deltog, tävlingarna bestod av två åk. Båda tävlingarna hölls den 20 februari. Banans start låg på 1335 meters höjd. Höjdskillnaden var 122 meter. Totalt innehöll banan 15 kurvor. Både herrar och damer åkte samma bana.

## Grenar
Två skeletongrenar hölls vid de olympiska vinterspelen 2002.
| Gren               | Guld             | Silver                 | Brons                       |
| Herrar Detaljer... | Jim Shea Jr. USA | Martin Rettl Österrike | Gregor Stähli Schweiz       |
| Damer Detaljer...  | Tristan Gale USA | Lea Ann Parsley USA    | Alex Coomber Storbritannien |

## Medaljtabell
| Pl. | Nation         | Guld | Silver | Brons | Totalt |
| --- | -------------- | ---- | ------ | ----- | ------ |
| 1   | USA            | 2    | 1      | 0     | 3      |
| 2   | Österrike      | 0    | 1      | 0     | 1      |
| 3   | Storbritannien | 0    | 0      | 1     | 1      |
| 3   | Schweiz        | 0    | 0      | 1     | 1      |